# ちむりん
ちむりんは、オフィス★怪人社に所属していた、お笑いユニット（怪人社では「ユニット」と称していた）。

## メンバー
その都度でメンバーが交替する、入れ替わりの多いユニットだった。なお、このメンバーを総じて『ちーむちむりん』とも称していた。
- 則末チエ（1975年6月10日 - ）

北海道旭川市出身。身長155cm。血液型A型。
本名は則末千絵（のりすえ ちえ）初代「お姉さん」役。2005年9月脱退。
現在は怪人社を退社。その後は2006年、「脱線劇団PAGE・ONE」の復活公演に役者として参加をする等、舞台役者を務める傍ら、劇団「発条ロールシアター」の脚本・演出家としても活動している。
- なみえ（1979年4月11日 - ）

北海道旭川市出身。身長150cm。血液型O型。
本名は杉本奈未絵（すぎもと なみえ）。初代「まんまんたん」役。一時、宮坂うつわに役を譲るがその後ちむりんに復帰。ちむりん活動休止後、姫くりのメンバーとなる。
- しょうちゃん

2代目「お姉さん」役。
- サラ・ゴメス

3代目「お姉さん」役。現在はピン芸人『さちまる。』として活動。
- よろこ

4代目「お姉さん」役。
- 佐藤ひろみ（さとう ひろみ）

5代目「お姉さん」役。本名は小峰優子（こみね ゆうこ）。現在は「なみえ」と共に姫くりのメンバーとして活動。
- 日村ゆうこ（ひむら ゆうこ） → 宮坂うつわ→宮坂器（みやさか うつわ）

6代目「お姉さん」役。本名は宮坂知映（みやさか ちえ）。宮坂うつわとなってからは2代目「まんまんたん」役。怪人社の研究生となってから芸名を改名。
虹組キララとのコンビ「onna2」を組んで、2007年のM-1グランプリに出場した事がある。現在は「預かり俳優」とされ、怪人社ウェブサイト上に名前を置いているが、詳しい活動内容は不明。
- あや

7代目「お姉さん」役。本名は高羽彩（たかは あや）。現在はタカハ劇団主宰として、舞台役者として活動をしている傍ら、劇団上演作品全ての脚本・演出を手掛けている。

## 来歴・芸風
1998年2月に、同じ怪人社に所属していた則末チエとなみえのコンビで結成。きっかけは、元々お笑い志望ではなく役者志望で上京し、劇団に入って活動していたが、当時女子の団員が則末となみえの二人しかいなかったということもあり、コンビを組むことになったという。最初は劇団内のことや身の周りことからネタを作ったりしながら普通に演じていたということであったが、だんだんネタがブラックな方へ進むようになり、劇団側の勧めもあって、怪人社代表のIKKANプロデュースによって主に性教育芸人として活動するようになった。女性器を模した着ぐるみキャラクター『まんまんたん』（タンポンのキャラクター『たんぽんたん』なども兼任）と、教える側の『お姉さん』の役をそれぞれ務め、「女子のあるあるネタ」や、ブラックなものや下ネタなどのコントを行っていた。
2005年9月にそれまでのお姉さん役だった則末が脱退、その後お姉さん役も7代目まで交替を続けながら『ちーむちむりん』のメンバーでちむりんの活動を続行、まんまんたん役も一時宮坂うつわに替わったことがあったが、その後なみえが再び務めている。
2007年4月になみえが姫くりを結成、ちむりんは実質上の解散となった。
2000年に、快児、あばれヌンチャク、パペットマペットとユニット『免疫魔神』を組んで公演を行っていた。2010年に当時のメンバーがそのまま再集結して復活公演（8月6日 - 8月8日、東京都新宿・タイニイアリス）を行い、この時に則末・なみえの当時のちむりんのメンバーも揃った。

## 出演

### テレビ
- 爆笑オンエアバトル（NHK総合）戦績1勝1敗 最高421KB
- ワンダフル（TBS）
- BACK-UP!（フジテレビ）
- お笑い登龍門（フジテレビ、2004年11月1日）
- めちゃ×2イケてるッ!（フジテレビ）
- ストリートファイターズ（テレビ朝日）
- ナリキリ!（テレビ埼玉）
- カンニングの恋愛中毒（GyaO　第77回『芸人面接総集編』に出演）
- エンタの神様（日本テレビ、2005年2月5日）キャッチコピーは「限界ギリギリの冒険者」

なみえはその後、姫くりのメンバーとしても出演（2008年5月3日初出演）。姫くりでのキャッチコピーは『妄恋（こい）するカレンダー』
- うたばん（TBS　なみえ個人で出演。ポルノグラフティとのトーク）
- WWE特番（フジテレビ）

### ラジオ
- 辻よしなり ラジオグラフィティ（文化放送）

### 映画
- クラッシャーカズヨシ（2005年）
- シルバー假面（2006年）
- シベリア超特急・番外編 欲望列車（2005年、オリジナルビデオ）
他

### 新聞・雑誌
- 東京スポーツ - 『ちむりん性教育チャンネル』（連載）
- アサヒ芸能 - 『ちむりん笑撃のセックス川柳』（連載）
- アサヒ芸能エンタメ
- FLASH
- ZUBA!
- 週刊プレイボーイ
- フラッシュエキサイティング
- SPA!
- 月刊Audition（白夜書房）
- 週刊特報（洋泉社）
- 演劇ぶっく